# Khaman Maluach
Khaman Madit Maluach (Rumbek,14 de setembro de 2006) é um jogador profissional de basquetebol que atua como pivô pelo Phoenix Suns na NBA. Ele foi selecionado como a 10ª escolha geral no Draft da NBA de 2025.

## Primeiros anos
Maluach cresceu entre o Sudão do Sul e Uganda, sendo descoberto pelo programa NBA Academy Africa em 2021. Disputou a Basketball Africa League (BAL) por três times diferentes: Cobra Sport (Sudão do Sul), AS Douanes (Senegal) e City Oilers (Uganda), tornando-se o primeiro atleta da história da BAL a ser selecionado na loteria do Draft da NBA.

## Carreira universitária
Maluach jogou uma temporada pela Duke University, em 2024–25, com médias de 8,6 pontos, 6,6 rebotes, 1,3 tocos e 71 % de aproveitamento nos arremessos. Foi selecionado para o ACC All-Freshman Team.

## Seleção nacional
Representou o Sudão do Sul na Copa do Mundo FIBA de 2023 com apenas 16 anos e integrou o elenco olímpico nos Jogos de Paris 2024.

## Draft da NBA
Foi selecionado como a 10ª escolha geral no Draft da NBA de 2025 pelo Houston Rockets, mas imediatamente trocado para o Phoenix Suns como parte do acordo envolvendo Kevin Durant.

## Estilo de jogo
Maluach é um pivô atlético, com excelente mobilidade lateral e proteção de aro. Com 2,18 m e envergadura de 2,26 m, é considerado um dos melhores defensores da classe, com comparação a Rudy Gobert e Jaren Jackson Jr. Ainda precisa desenvolver arremesso de média e longa distância, além de melhorar sua tomada de decisão ofensiva.